# Амаґо Цунехіса
Амаґо Цунехіса (яп. 尼子経久; 25 грудня 1458 — 30 листопада 1541) — японський політичний та військовий діяч Середніх віків періоду Сенґоку. Сприяв піднесенню могуті свого роду.

## Життєпис
Походив із впливового самурайського роду Амаґо. Був старшим сином даймьо Амаґо Кійосади. Народився у березні 1458 року. У 1473 році він вже працював помічником батька, в його компетенцію входило оподаткування товарів, які прямували через провінцію. Він продовжив свою кар'єру як помічник Кьоґоку Масацуне — губернатора провінції Идзумо.
У 1484 році губернатор вигнав Цунехіса зі служби. У 1586 році Цунехіса повернувся і всього з 100 війнами захопив цитадель клану Роккаку — замок Томідадзьо. Він отримав повний контроль над Идзумо до 1508 року.
У 1513 році в битві з Сакураї Масамуне він втратив старшого сина і спадкоємця — Амаґо Масахіса. Під керівництвом Цунехіса клан Амаґо зміцнився і набрав силу, що привело його до конфлікту з впливовим родом Оути. Цунехіса двічі виступав проти Оути — у 1518 і 1522 роках.
Під час другої спроби Цунехіса увійшов в провінцію Акі, де до нього приєднався Морі Мотонарі, склавши васальну присягу. Мотонарі вдалося захопити замок Кагаміяма. Цунехіса спробував захопити замок Канаяма, але його спіткала невдача, тому він повернувся до своєї провінції у 1524 році. У 1527 році клани Амаґо і Оути знову зіткнулися в боротьбі за провінцію Бінго.
Коли в 1528 році помер один з головних суперників Цунехіса — Оути Есіокі, Цунехіса вирішив скористатися можливістю розширити вплив клану Амаґо на схід і прибрати до рук провінцію Вербамі, що служила вічним «яблуком розбрату» через свої багаті срібні копальні.
Водночас багато зробив для розбудови своїх володінь та міст. До числа його спадщини належить чудовий синтоїстського храму Кіцугі в провінції Ідзумо, який було побудовано у 1530 році.
Його амбітні плани були призупинені через заколот, який підняв його третій син Еня Окіхіса у 1532 році, що був незадоволений результатами поділу спадщини. Хоча заколот Окіхіси було придушено і останній покінчив життя самогубством у 1534 році, клан Амаґо був ослаблений цими подіями. Незабаром, 1538 року, Цунехіса зрікся влади на користь свого онука Акіхіса, сина загиблого у 1513 році Масахіса, але продовжував приймати найбільш важливі для клану рішення до самої смерті у 1541 році.